# Feminismo materialista
O feminismo materialista é uma corrente teórica do feminismo radical que se formou em torno da revista francesa Questions féministes. Caracteriza-se pelo uso de ferramentas conceituais do marxismo — notadamente o materialismo histórico — para teorizar o patriarcado e sua abolição.
O feminismo materialista entende o sexo e o gênero como construções sociais  que são produzidas através da exploração reprodutiva e da subordinação doméstica. Seu corpo de literatura inclui uma análise do trabalho das mulheres no casamento e na economia formal, críticas a outras correntes do feminismo, desconstrução da sexualidade e defesa de um movimento autônomo de mulheres.
Jennifer Wicke define o feminismo materialista como "um feminismo que insiste em examinar as condições materiais sob as quais os arranjos sociais, incluindo aqueles de hierarquia de gênero, se desenvolvem... o feminismo materialista evita ver essa hierarquia de gênero como o efeito de um patriarcado singular e, em vez disso, avalia a rede de relações sociais e psíquicas que constituem um momento material e histórico".

## História
O termo feminismo materialista surgiu no final da década de 1970 e está associado a pensadores importantes como Christine Delphy, Colette Guillaumin, Nicole-Claude Mathieu e Monique Wittig.
Rosemary Hennessy traça a história do feminismo materialista no trabalho de feministas britânicas e francesas que preferiram o termo feminismo materialista ao feminismo marxista. Na opinião deles, o marxismo precisava ser alterado para poder explicar a divisão sexual do trabalho. O marxismo era inadequado para a tarefa devido ao seu preconceito de classe e foco na produção. O feminismo também era problemático devido ao seu conceito essencialista de mulher. O feminismo materialista surgiu então como um substituto positivo tanto para o marxismo quanto para o feminismo e apontou a distribuição desigual dos recursos sociais.
A Grande Revolução Doméstica de Dolores Hayden é uma referência. Hayden descreve o feminismo materialista naquela época como uma reconceitualização da relação entre o espaço doméstico privado e o espaço público, apresentando opções coletivas para aliviar o "fardo" das mulheres no que diz respeito às tarefas domésticas, à cozinha e a outros trabalhos domésticos tradicionais femininos. Margaret Benston apresenta um sentimento semelhante em seu artigo de 1969, “A economia política da libertação das mulheres”, afirmando que a base material para a discriminação contra as mulheres desaparecerá quando o trabalho doméstico for transferido do setor privado para o público. No entanto, Benston argumenta que, sem a liberdade real das tarefas domésticas, é provavelmente impossível que exista uma verdadeira igualdade nas oportunidades de emprego. Uma mudança para locais de alimentação comunitários, argumenta ela, pode significar simplesmente que as mulheres são transferidas de uma cozinha doméstica para uma cozinha comunitária, não as libertando verdadeiramente do fardo do trabalho doméstico.
À medida que o feminismo se tornou pós-feminismo, a noção de feminilidade foi “problematizada, em vez de ser tomada como um fato”, diz Stevi Jackson. A virada cultural da década de 1990 teve como objetivo ampliar os limites da categoria "mulher". As feministas começaram então a concentrar-se na linguagem da opressão, e o feminismo materialista perdeu a sua proeminência.

## Relação com o feminismo marxista
O feminismo marxista se concentra em investigar e explicar as formas pelas quais as mulheres são oprimidas pelos sistemas de capitalismo e propriedade privada. Como dito anteriormente, o feminismo materialista foi desenvolvido como uma melhoria em relação ao marxismo, pois acreditava-se que o feminismo marxista não abordava a divisão do trabalho, especialmente no lar. O conceito atual tem suas raízes no feminismo socialista e marxista; Rosemary Hennessy e Chrys Ingraham, editoras de Materialist Feminism: A Reader in Class, Difference, and Women's Lives, descrevem o feminismo materialista como a "conjunção de vários discursos — materialismo histórico, feminismo marxista e radical, bem como teorias pós-modernistas e psicanalíticas de significado e subjetividade".

## Teoria
Christine Delphy afirma que o materialismo é a única teoria da história que vê a opressão como uma realidade básica da vida das mulheres, razão pela qual as mulheres (e outros grupos oprimidos) precisam do materialismo para investigar sua situação. Para ela, “partir da opressão define uma abordagem materialista, a opressão é um conceito materialista”.
Entretanto, a distinção marxista entre produção e reprodução é duramente criticada. Para as feministas materialistas, construir uma teoria do patriarcado que reduza o trabalho das mulheres à reprodução acaba por reafirmar a ideologia patriarcal. Delphy teoriza dois modos de produção em nossa sociedade: industrial e doméstico. O primeiro modo permite a exploração capitalista, enquanto o segundo permite a exploração familiar e patriarcal. Ela argumenta que o modo de produção doméstico é a base material da opressão de gênero e que o casamento é um contrato de trabalho que dá aos homens o direito de explorar as mulheres.
Feministas materialistas rejeitam que a opressão das mulheres tenha qualquer base natural. Em vez disso, é concebida como estritamente cultural, e a designação sexual seria um meio de realizá-la. Elas se opõem, portanto, a qualquer discurso que tente explicar a situação das mulheres por alguma característica interna deste grupo, em particular as de natureza anatômica, como a capacidade de dar à luz ou uma fraqueza física das mulheres em relação aos homens, bem como as de natureza psicológica ou psicanalítica, que pressupõem uma psique diferente para homens e mulheres. Um alvo comum das suas críticas é o que chamam de néo-féminité: a celebração da feminilidade proposta pelo feminismo da diferença.

## Críticas
A relação entre materialismo e feminismo tem sido descrita como “problemática” e considerada um “casal infeliz”. Também houve uma preocupação com a ambiguidade geral do feminismo materialista. Tem sido questionado se a diferenciação entre o feminismo materialista e o feminismo marxista é suficientemente grande para ser uma contribuição valiosa para a teoria feminista.
As contribuições de Christine Delphy ao feminismo materialista também foram alvo de críticas, por exemplo, de Michèle Barrett e Mary McIntosh . Eles sugerem que a definição de feminismo materialista tem uma interpretação muito vaga do patriarcado e que o artigo de Delphy "Rumo a um feminismo materialista" tem um foco limitado à opressão das esposas e não consegue conectar isso à opressão global das mulheres em geral.
Entretanto, a principal crítica ao feminismo materialista envolve a falta de interseccionalidade dentro da teoria. Ao focar nas relações capitalistas combinadas com o patriarcado, o feminismo materialista falha em incluir mulheres de diferentes classes, sexualidades e etnias. Hazel Carby desafiou as análises feministas materialistas da família como universalmente opressiva para todas as mulheres. Em vez disso, ela observou que os valores da família são diferentes para mulheres e homens negros, assim como a divisão do trabalho também é racializada. Rosemary Hennessy comenta como tem havido recentemente pressão para reconhecer as diferenças dentro da definição de "mulher" e como isso se cruza não apenas com a classe, mas também com a raça, as sexualidades e os gêneros.
Stevi Jackson expressa preocupação com o recente ressurgimento do interesse materialista, afirmando que muitas das novas ideias estavam reduzindo o material a ideias capitalistas, e que "isso poderia nos levar de volta às formas menos produtivas do marxismo dos anos 1970".
Nos últimos anos, pensamentos feministas materialistas têm tentado se concentrar em questões transnacionais. Os estudiosos consideram uma mudança econômica global em relação à feminização da pobreza. Acadêmicas feministas também estão trabalhando para criar uma agenda feminista transnacional. Por exemplo, Hennessy analisa organizações de base em quatro comunidades maquiladoras ao longo da fronteira norte do México. A pesquisa afirma que a natureza global do patriarcado e do capitalismo sustenta uma “economia política do sexo”.

## Figuras principais
- Cristina Delphy
- Colette Guillaumin
- Rosemary Hennessy
- Stevi Jackson
- Diana Leonard
- Nicole-Claude Mathieu
- Monique Plaza
- Paola Tabet
- Monique Wittig